# 勒氏亮麗鯛
勒氏亮麗鯛（学名：Lamprologus lemairii）為輻鰭魚綱鱸形目隆頭魚亞目慈鯛科的其中一種，分布於非洲坦干伊喀湖流域，體長可達25公分，棲息在岩石底質水域，單獨活動，屬肉食性，以魚類為食，生活習性不明。